# La Hacienda, Veracruz
La Hacienda är en ort i Mexiko.   Den ligger i kommunen Coscomatepec och delstaten Veracruz, i den sydöstra delen av landet, 220 km öster om huvudstaden Mexico City. La Hacienda ligger 1 701 meter över havet och antalet invånare är 174.
Terrängen runt La Hacienda är lite bergig, och sluttar österut. Runt La Hacienda är det ganska tätbefolkat, med 155 invånare per kvadratkilometer. Närmaste större samhälle är Huatusco de Chicuellar, 15,8 km nordost om La Hacienda. I omgivningarna runt La Hacienda växer huvudsakligen savannskog.